# ماركوس بيرسون
ماركوس أليكسيج بيرسون المعروف أيضًا باسم "نوتش"، (ولد في 1 يونيو 1979)، هو مبرمج ومصمم ألعاب فيديو سويدي. وهو مبتكر لعبة الفيديو ماينكرافت، والتي أصبحت منذ إصدارها لعبة الفيديو الأكثر مبيعًا في التاريخ. أسس شركة تطوير ألعاب الفيديو موجانغ في عام 2009.
بدأ بيرسون في تطوير ألعاب الفيديو في سن مبكرة، حيث ابتكر الألعاب بشكل احترافي ومن أجل المتعة طوال معظم حياته. بدأ نجاحه التجاري بعد نشر نسخة مبكرة من لعبة ماين كرافت في عام 2009. وقبل الإصدار الرسمي للعبة للبيع بالتجزئة في عام 2011، باعت أكثر من عشرة ملايين نسخة. بعد هذا النجاح، تنحى بيرسون عن منصبه كمصمم رئيسي ونقل مهامه إلى ينس بيرجنستن [الإنجليزية] .

## حياته
كان ماركوس منذ صغره موهوباً بالبرمجة إذ بدأ بممارسة البرمجة على جهاز كومودور 64 الخاص بوالده عندما كان في السابعة من عمره، وبعد عدة تجارب واختبارات تمكن من إكمال لعبته الأولى حينما بلغ الثامنة. كانت لعبته الأولى هي لعبة مغامرات نصية. بدأ ماركوس عمله احترافياً مع شبكة كينغ في عام 2005 واستمر معهم حتى عام 2009 حينما انتقل إلى للعمل كمبرمج في Jalblum. وقتها أنشأ ماركوس هو وكارل مانه وجاكوب بورسر استوديوهات موجانغ. بدأ الاستوديو وقتها بتطوير لعبة ماينكرافت وعندما بدأت بتحقيق النجاح التجاري، انتقل ماركوس للعمل بدوام جزئي عوضاً عن دوام كامل حتى ترك وظيفته بالكامل في يونيو من عام 2010. العديد من موظفي موجانغ أيضاً عملوا سابقاً في Jalblum مع ماركوس. في الثالث عشر من أغسطس عام 2012 تزوج من الآنسة إيلين زيترستراند ولكن الزواج لم يوفق حيث انه في الخامس عشر من أغسطس أعلن ماركوس عن عزوبيته مجدداً.

## أشهر العاب موجانغ
ماينكرافت
لعبة بقاء - عالم مفتوح تم اطلاقها في 18 نوفمبر 2011 , ترك ماركوس وظيفته من اجل تطوير لعبة ماينكرافت.

في 2011 باعت ماينكرافت مليون نسخه وبعد عده أشهر باعت مليوني نسخه وبعد عده أشهر أخرى باعت 3 ملايين نسخه .

وظف ماركوس العديد من المطورين لفريق ماينكرافت واعطى جنز برجنستين قيادة التطوير في فريق ماينكرافت. 

عمل فريق ماينكرافت على تطوير نسخة للهواتف الذكية تم تسميتها Pocket Edition وتم اصدارها لآي أو إس وأندرويد
وفي9 مايو 2012 تم إصدار نسخه لـ إكس بوكس  وتم تسميتها Xbox edition وفي عام 16 مايو 2014 تم إصدار نسخه لـ بلاي ستيشن  وبلاي ستيشن 4
تم تسميتها Play Station edition 

أيضا اللعبة تم اصدارها لعدة اجهزه مثل ouya و PS VITA و Xbox one . 

و في عام 2015 تم اصدارها على اجهزة
الويندوز فون
وقام ببيع استوديوهات موجانغ في عام 2014 بقيمة 2.5 مليار دولار.

## روابط خارجية
- ماركوس بيرسون على موقع IMDb (الإنجليزية)
- ماركوس بيرسون على موقع ميوزك برينز (الإنجليزية)
- ماركوس بيرسون على موقع ميوزك برينز (الإنجليزية)
- ماركوس بيرسون على موقع قاعدة بيانات الفيلم (الإنجليزية)

- صفحة سيرته الذاتية
- The Word of Notch
- الموقع الرسمي للعبة ماين كرافت